# 菊池教中

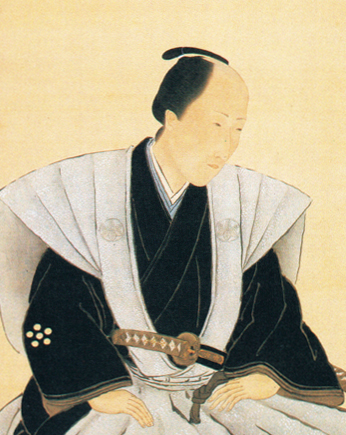
菊池教中像（部分）　葭田蔡泉筆

菊池 教中（きくち きょうちゅう、文政11年8月17日（1828年9月25日） - 文久2年8月8日（1862年9月1日））は江戸の豪商「佐野屋」当主・2代目孝兵衛。義兄大橋訥庵に師事し攘夷運動に奔走した。名は教中・字を介石のちに介之介と改称。通称孝兵衛。他に介司、孝之助とも。澹如（たんじょ）と号し、室号を蘊真堂とした。江戸日本橋の生まれ。

## 略歴
江戸の豪商佐野屋の2代目として日本橋に生まれる。父は淡雅、母は菊池民子。嘉永6年（1853年）5月、26歳の時に父が没し家督相続し佐野屋を引き継ぐ。しかし、2年後の安政2年（1855年）の安政の大地震により多くの店舗が倒壊・焼失し、佐野屋は壊滅的な打撃を受ける。「地震後改革議定録」を記して佐野屋の経営改革を断行。拠点を宇都宮に移し新田開発による領地経営に着手。鬼怒川沿岸の岡本・桑島の新田開発をはじめる。この計画は財政難に苦しむ宇都宮藩の藩政に合致し、家老の間瀬和三郎・戸田三左衛門や勘定奉行の県信緝などの支援を得られた。
このような極端な経営方針の転換に至った大きな理由は、地震によるダメージばかりではなく姉菊池巻子の夫・大橋訥庵の攘夷思想によるところが大きい。訥庵は開国後列強との開戦は必至であり江戸は灰燼に帰すると予想しており、これを受け入れ佐野屋の資産を守ろうとした。また賎商思想が強く武士になることを望んだともいわれる。
万延元年（1860年）に宇都宮藩から功績が認められ、士籍（御家来並・七人扶持）に列せられ、名字を菊地から菊池と改名した。
以降、義兄訥庵とともに攘夷運動に奔走。文久2年（1862年）1月、一橋慶喜を擁立し挙兵を画策したことが発覚。訥庵とともに幕府によって捕らわれ投獄される。捕縛されなかった宇都宮藩・水戸藩の同志6名がこの後すぐ、老中安藤信正を襲撃した（坂下門外の変）。同年、宇都宮藩に身柄を預けられたが、病死。享年35。生福寺に葬られる。維新後の明治41年（1908年）に正五位を贈られている。

## 文人として
幼少より読書を好み、佐藤一斎に入門して経学を学び詩作に励んだ。父淡雅が収蔵した古人の名蹟（張東海・呉仲圭・王耕煙）を臨摹し書と画の習熟に努めている。とりわけ草書に優れ、山水図を描くことを好んだ。居宅の蘊真堂は文化サロンとなり、多くの文人墨客と交遊。中でも父淡雅が支援してきた南画家葭田蔡泉との交わりが深く後援を惜しまなかった。蔡泉や安西雲煙らと京都嵐山や浪華を旅した記録が残っている。父淡雅と同じく、中国元・明・清の古人の書幅や谷文晁・渡辺崋山・椿椿山・高久靄厓ら名家の書画展覧会を江戸や宇都宮で度々開催している。

## 著作
- 『澹如詩稿』全六巻　題簽:大槻磐渓・序文:佐藤一斎・跋:県六石 安政6年（1859年）

## 親族
- 長男・菊池長四郎
- 三男 菊池三郎（貴族院多額納税者議員）[3]

## 脚註
1. ↑  一九世紀宇都宮の商家同族団: 古着商人の家史・家法から 寺内由佳、お茶の水史学 58 41-87, 2015-03　お茶の水女子大学文教育学部人文科学科比較歴史学コース内読史会
2. ↑  菊池教中(きくちきょうちゅう)／菊池澹如谷中・桜木・上野公園路地裏徹底ツアー
3. 1 2  『栃木県歴史人物事典』219頁。
4. ↑  田尻佐 編『贈位諸賢伝 増補版 上』（近藤出版社、1975年）特旨贈位年表 p.25